# اكيتو تاتشيبانا
اكيتو تاتشيبانا (باليابانية: 橘 章斗) (13 أكتوبر 1988 في أكاشي في اليابان – )؛ هو لاعب كرة قدم ياباني سابق كان يلعب كلاعب وسط.

## وصلات خارجية
- اكيتو تاتشيبانا على موقع رابطة كرة القدم اليابانية للمحترفين (اليابانية)
- اكيتو تاتشيبانا على موقع قاعدة بيانات كرة القدم.إي يو (الإنجليزية)
- اكيتو تاتشيبانا على موقع Soccerway.com (الإنجليزية)
- اكيتو تاتشيبانا على موقع عالم كرة القدم.نت (الإنجليزية)
- اكيتو تاتشيبانا على موقع كووورة